# Volta a la Bretanya femenina

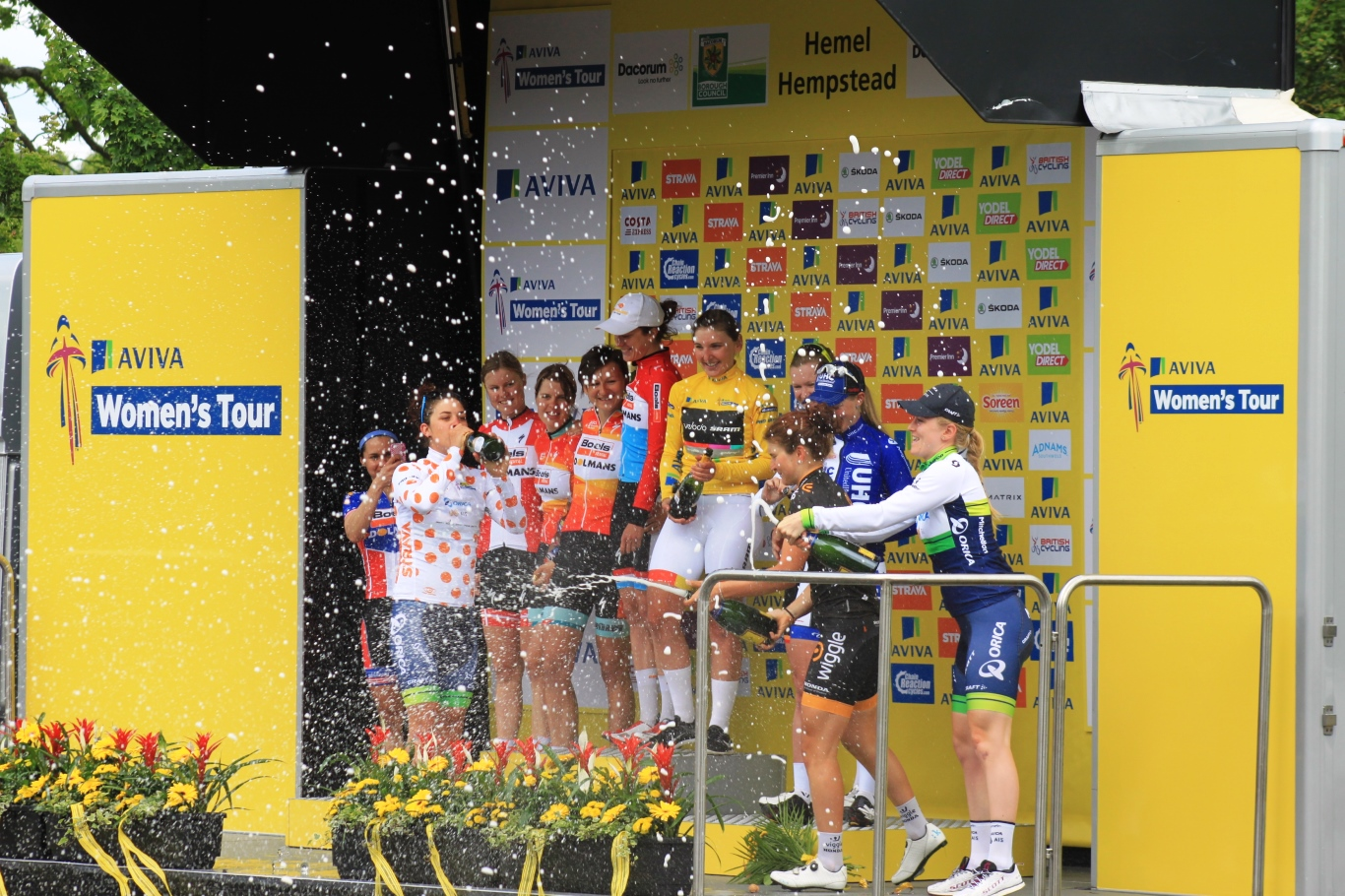
Celebració del podi en el Women's Tour de 2015.

La Volta a la Bretanya femenina o Tour of Britain Women, anteriorment conegut com a The Women's Tour o també conegut simplement com a Women's Tour, és una competició ciclista femenina per etapes que es disputa al Regne Unit. Des del 2016 forma part de l'UCI Women's WorldTour.

## Palmarès
| Any  | Vencedora            | Segona               | Tercera              |         |
| ---- | -------------------- | -------------------- | -------------------- | ------- |
| 2014 | Marianne Vos         | Emma Johansson       | Rossella Ratto       |         |
| 2015 | Lisa Brennauer       | Jolien D'Hoore       | Christine Majerus    |         |
| 2016 | Lizzie Armitstead    | Ashleigh Moolman     | Elisa Longo Borghini |         |
| 2017 | Katarzyna Niewiadoma | Christine Majerus    | Hannah Barnes        |         |
| 2018 | Coryn Rivera         | Marianne Vos         | Danielle Rowe        |         |
| 2019 | Lizzie Deignan       | Katarzyna Niewiadoma | Amy Pieters          |         |
| 2020 | suspesa              | suspesa              | suspesa              | suspesa |
| 2021 | Demi Vollering       | Juliette Labous      | Clara Copponi        |         |
| 2022 | Elisa Longo Borghini | Grace Brown          | Katarzyna Niewiadoma |         |
| 2023 | suspesa              | suspesa              | suspesa              | suspesa |
| 2024 | Lotte Kopecky        | Anna Henderson       | Christine Majerus    |         |
| 2025 | Ally Wollaston       | Cat Ferguson         | Karlijn Swinkels     |         |